# 그레그 사이프스
그레그 사이프스(Greg Cipes, 1980년 1월 4일 ~ )는 미국의 배우, 성우이다.

## 출연 작품

### 애니메이션 시리즈 목소리
- 저스티스 리그 (2003)
- ASTRO BOY 철완 아톰 (2003, アストロボーイ・鉄腕アトム)
- 로켓 파워 (2003, Rocket Power)
- 벤 10: 에일리언 포스 (2008-10)
- 벤 10: 얼티메이트 에일리언 (2010-12)
- 얼티밋 스파이더맨 (2012-17)

### 애니메이션 영화 목소리
- 와일드 (2006)
- 다이노 어드벤처 (2015, Half-Shell Heroes: Blast to the Past)
- 레고 저스티스 리그 고담시티 브레이크아웃 (2016, Lego DC Comics Super Heroes: Justice League – Gotham City Breakout)
- LEGO DC 슈퍼 히어로 걸즈: 브레인 드레인 (2018, Lego DC Super Hero Girls: Brain Drain)
- 틴 타이탄 GO! 투 더 무비스 (2018)
- 레고 DC 슈퍼 히어로 걸즈: 수퍼-빌런 하이 (2018, DC Super Hero Girls: Legends of Atlantis)
- 벤 10 버서스 더 유니버스: 더 무비 (2020, Ben 10 Versus the Universe: The Movie)

### 영화 출연
- 비밀을 원하는가? (2001, Do You Wanna Know a Secret?)
- Inhabited (2003)
- 홀즈 (2003) - 목소리 출연
- 클럽 드레드 (2004, Club Dread)
- Simon Says (2006)
- 존 터커 머스트 다이 (2006)
- 플레지 디스! (2006, National Lampoon's Pledge This!)
- 슈퍼게이터 (2007, Supergator)
- 양파 무비 (2008)
- 킬러 패드 (2008, Killer Pad)
- 분노의 질주: 더 오리지널 (2009)
- Venice Heat (2011)
- 더 레이스 (2011, And They're Off)
- 추격 (2012, Deep Dark Canyon)
- 홀라 2 (2013, Holla II)

### 텔레비전 드라마 출연
- One on One (2004-05)
- 고스트 위스퍼러 (2005-07)